# Damir Bičanić
Damir Bičanić (Vukovar, 29 luglio 1985) è un ex pallamanista e dirigente sportivo croato, direttore per le relazioni internazionali e contatti associativi del PPD Zagreb.

## Palmarès
- Giochi olimpici

Londra 2012: bronzo.
- Mondiali

Spagna 2013: bronzo.